# Moeraskalk

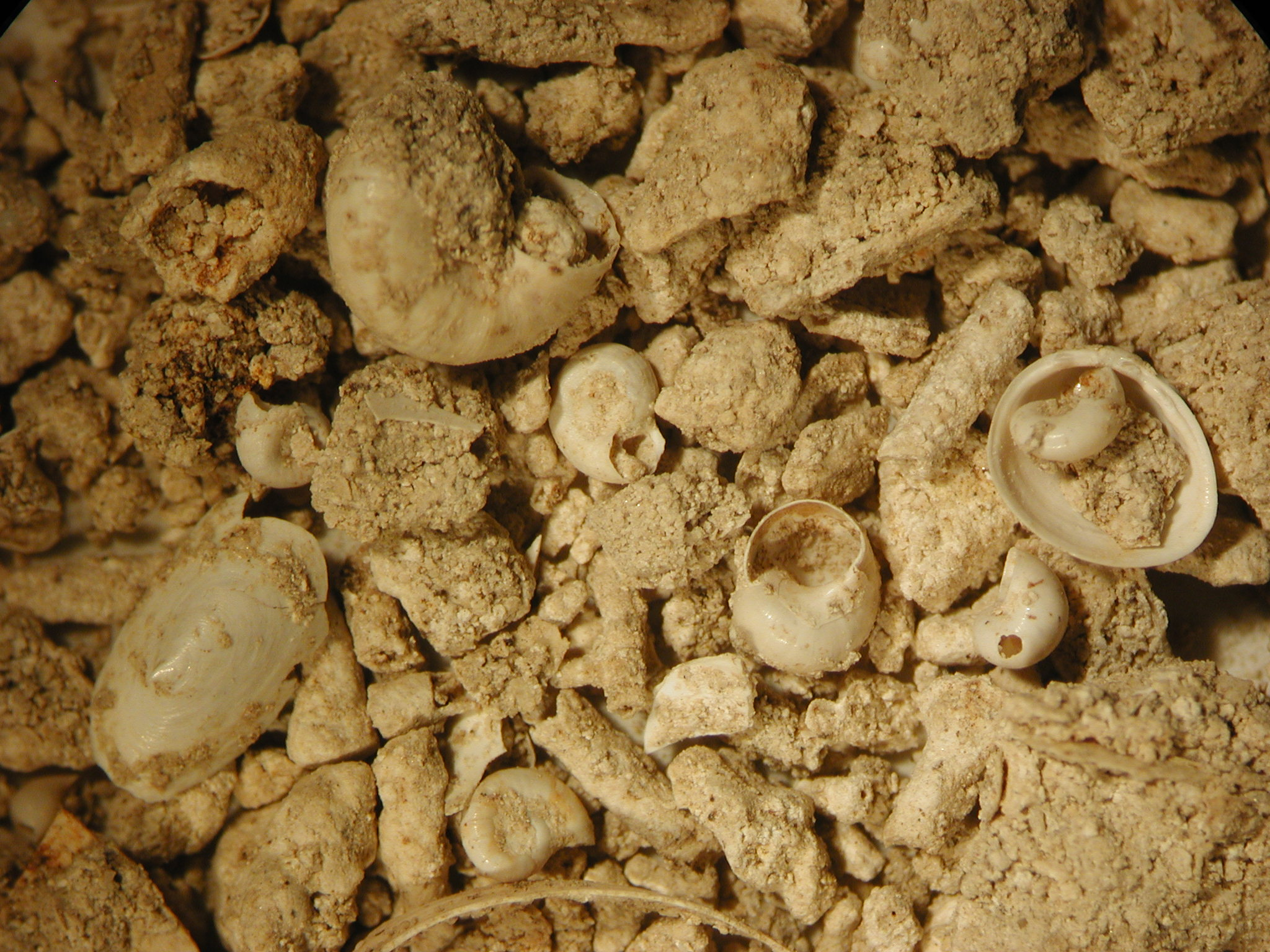
Een monster Holocene moeraskalk genomen bij Kanne in het Jekerdal; amorfe brokjes kalk, geïncrustreerde stengels van Characeae en zoetwaterschelpjes (Valvata piscinalis, Valvata cristata, Bithynia tentaculata, Acroloxus lacustris, Gyraulus albus, Planorbis carinatus, Physa fontinalis en Pisidium subtruncatum)

Moeraskalk, ook wel bronnenkalk genoemd, is een kalkgyttja (organisch sediment) met een kalkgehalte van 60–90%.
Moeraskalk bestaat in vochtige toestand uit een witte tot gelig-witte, plastische substantie die na droging, afhankelijk van de samenstelling, verandert in een poederachtig tot massief hard materiaal meestal met een witte kleur.

## Vorming
Het sediment wordt gevormd in meestal open zoet water waarin door verzadiging kalk neerslaat. Onder dergelijke omstandigheden kan moeraskalk altijd ontstaan en ook in onze tijd wordt deze nog gevormd, maar vooral de omstandigheden aan het eind van het laatste glaciaal en het begin van het onze warme tijd bevorderden het ontstaan. Tijdens de ijstijd werd langdurig kalkhoudend materiaal aangevoerd en gesedimenteerd. Door de zeer lage grondwaterspiegel kon de kalk tijdens deze periode niet in oplossing gaan, maar aan het einde van de ijstijd kwam daar verandering in. Door de oplopende temperatuur steeg de zeespiegel snel en rees onder invloed daarvan ook de grondwaterspiegel. In plasjes die toen ontstonden was relatief veel kalk in opgeloste vorm beschikbaar, die bij verzadiging als moeraskalk kon neerslaan. Veel moeraskalkafzettingen zijn dan ook in deze periode gevormd.
Moeraskalk kan ook door andere oorzaken ontstaan. Als er dicht aan het landoppervlak kalksteen aanwezig is dan is het grond- en oppervlaktewater permanent kalkrijk en kan moeraskalk zich altijd vormen. Ook bepaalde planten, zoals kranswieren (Characeae) kunnen door hun koolzuurassimilatie kalk in het water laten neerslaan. Deze en andere wieren slaan ook kalk in hun stengels op. Zoetwaterkalken die door kranswieren zijn gevormd, worden al zeer lang gevormd. Zij zijn bijvoorbeeld niet ongewoon in de paleogene afzettingen van het Bekken van Parijs. Ook uit België zijn zij bekend, waaronder de oligocene afzettingen bij Boutersem. Er zijn ook de veel recentere Laatglaciale afzettingen in de Moervaartstreek in het noorden van Oost-Vlaanderen (zie verder bij onderzoek). Actuele vorming van kranswierenkalk vindt plaats in het Nederlandse Botshol.

## Gebruik
In Nederland en België werden in het verleden veel moeraskalkafzettingen afgegraven. De kalk werd als bodemverbeteraar op kalkarme akkers uitgestrooid. In Nederland heeft dat tot gevolg gehad dat de meeste plaatsen waar moeraskalk in betrekkelijk grote hoeveelheden winbaar was inmiddels verdwenen zijn. Alleen de economisch minst interessante restanten en de kleinere voorkomens zijn nog over.

## Onderzoek
Omdat veel van deze afzettingen tijdens de overgang van de laatste ijstijd naar onze warme tijd zijn gevormd, geven zij interessante informatie over de belangrijke ecologische en klimatologische veranderingen gedurende deze tijd. Er is dan ook betrekkelijk veel paleo-ecologisch onderzoek naar gedaan. Een van de bekendere plaatsen in Nederland is het Blekkinkveen nabij het Woold ten oosten van Winterswijk. Op deze plek werd in 1927 na gericht zoeken voor het eerst in Nederland een fossiel blad van zilverkruid (Dryas octopetala) of achtster gevonden. Naar deze plant, waarvan de blaadjes goed kunnen fossiliseren, werd het Dryas-stadiaal genoemd, de tijd waarin de kalk in het Blekkinkveen werd gevormd.
Door de aard van het sediment worden mollusken goed gefossiliseerd. Zo bevatten de moeraskalken van het Blekkinkveen, het Gulickshof en de Belvédère-groeve bij Maastricht veel fossiele schelpen. Met behulp van deze schelpenfauna's zijn goede paleo-ecologische en klimatologische reconstructies te maken. In Vlaanderen is in de context van kalkgyttja vooral de Moervaartstreek in het noorden van Oost-Vlaanderen van belang. Hier bevond zich tijdens het vochtigere en warmere Laatglaciaal een duizenden hectare groot zoetwatermeer, na afdamming van de noordwaarts afwaterende, verwilderende lopen van Durme, Schelde (rivier) en Leie (rivier) door een dekzandrug die zich had gevormd onder een droog poolklimaat bij de aanvang van het Laat-Pleniglaciaal. In dit reusachtige meer werden - vermoedelijk vooral door assimilatie van koolstofdioxide door waterplanten - lagen met tot 95% calciumcarbonaat afgezet. Er bestaan ook andere hypothesen voor het ontstaan van deze afzettingen. Pollenvondsten wijzen alleszins op een weelde aan waterplanten tijdens het Laatglaciaal, waaronder bijvoorbeeld kransvederkruid (Myriophyllum verticillatum), waterlelie (Nymphaea sp.) en egelskop (Sparganium sp.). Lagen met moeraskalk zijn in de huidige bodem nog steeds goed te herkennen en hebben een invloed hebben op de actuele vegetatie.

### Meer afbeeldingen

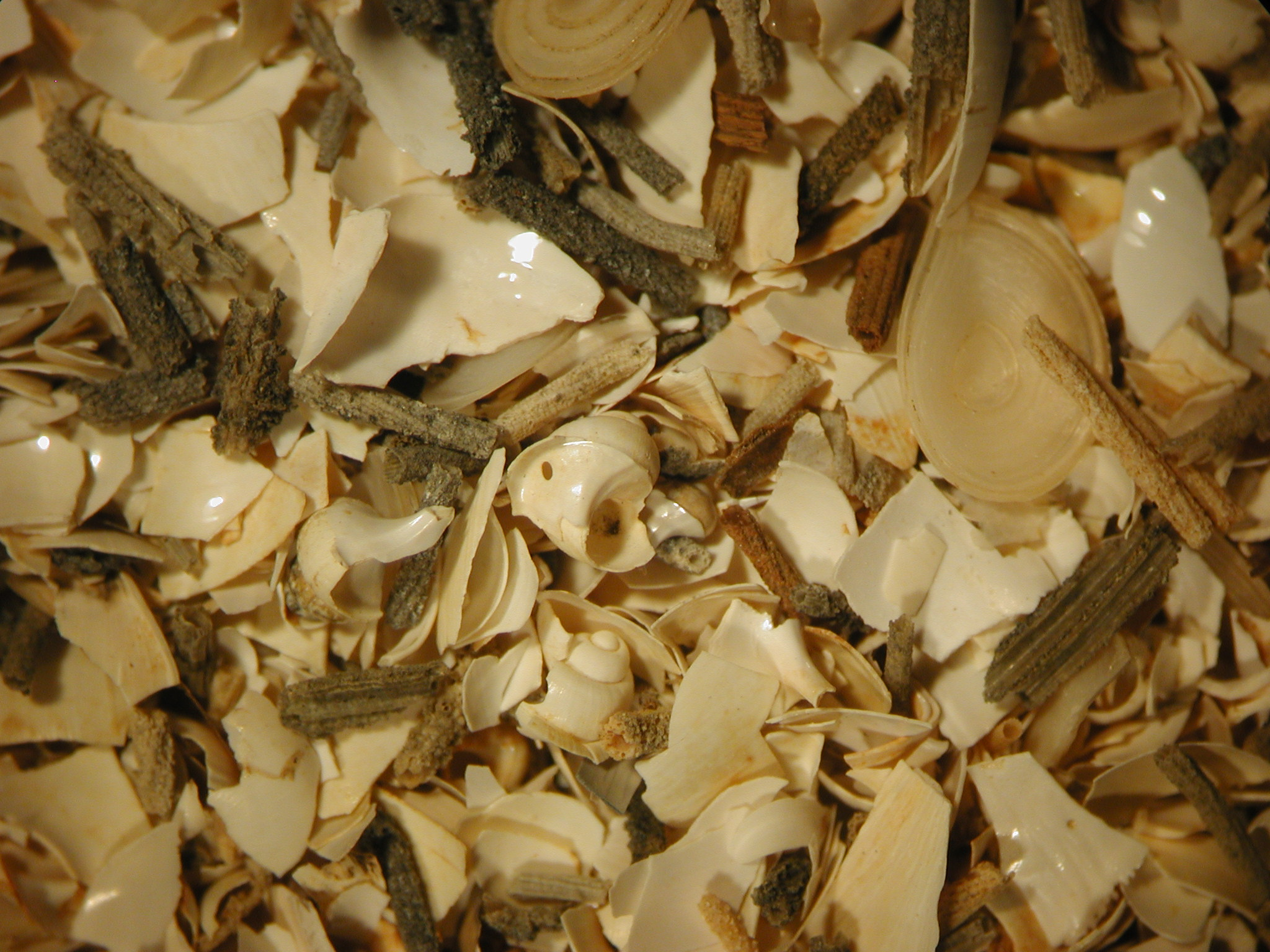
Spoelresidu van een monster uit de Holocene moeraskalk bij Gulickshof; Bijna alleen schelpfragmenten en operculums van Bithynia tentaculata en takjes van Characeae
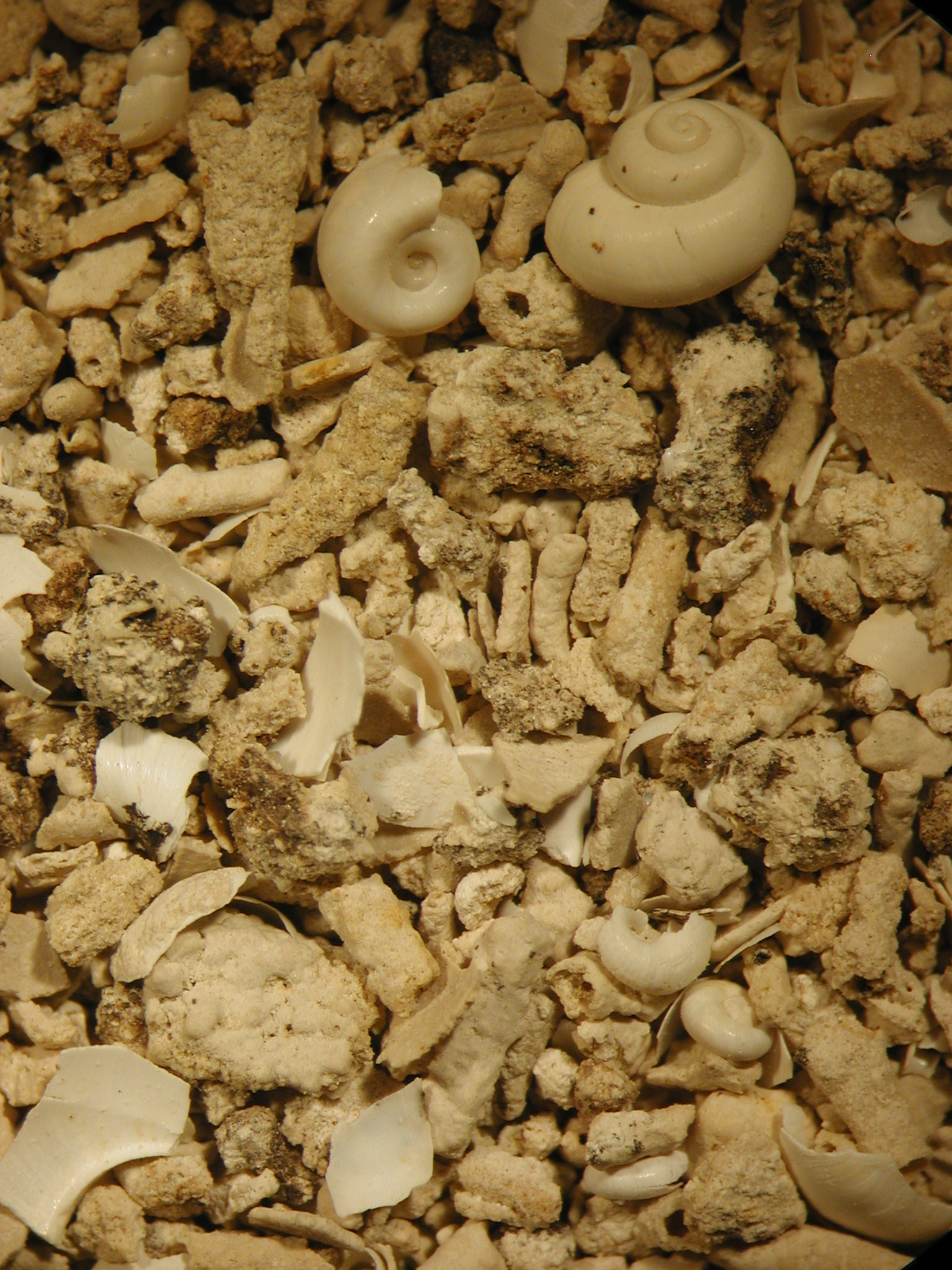
Spoelresidu van een monster uit de Midden Pleistocene moeraskalk van Maastricht-Belvédère; amorfe kalkpartikels, geïncrustreerde takjes van Characeae en land- en zoetwaterschelpjes (Valvata piscinalis, Valvata cristata, Planorbis carinatus, Lymnaea stagnalis en Trichia hispida
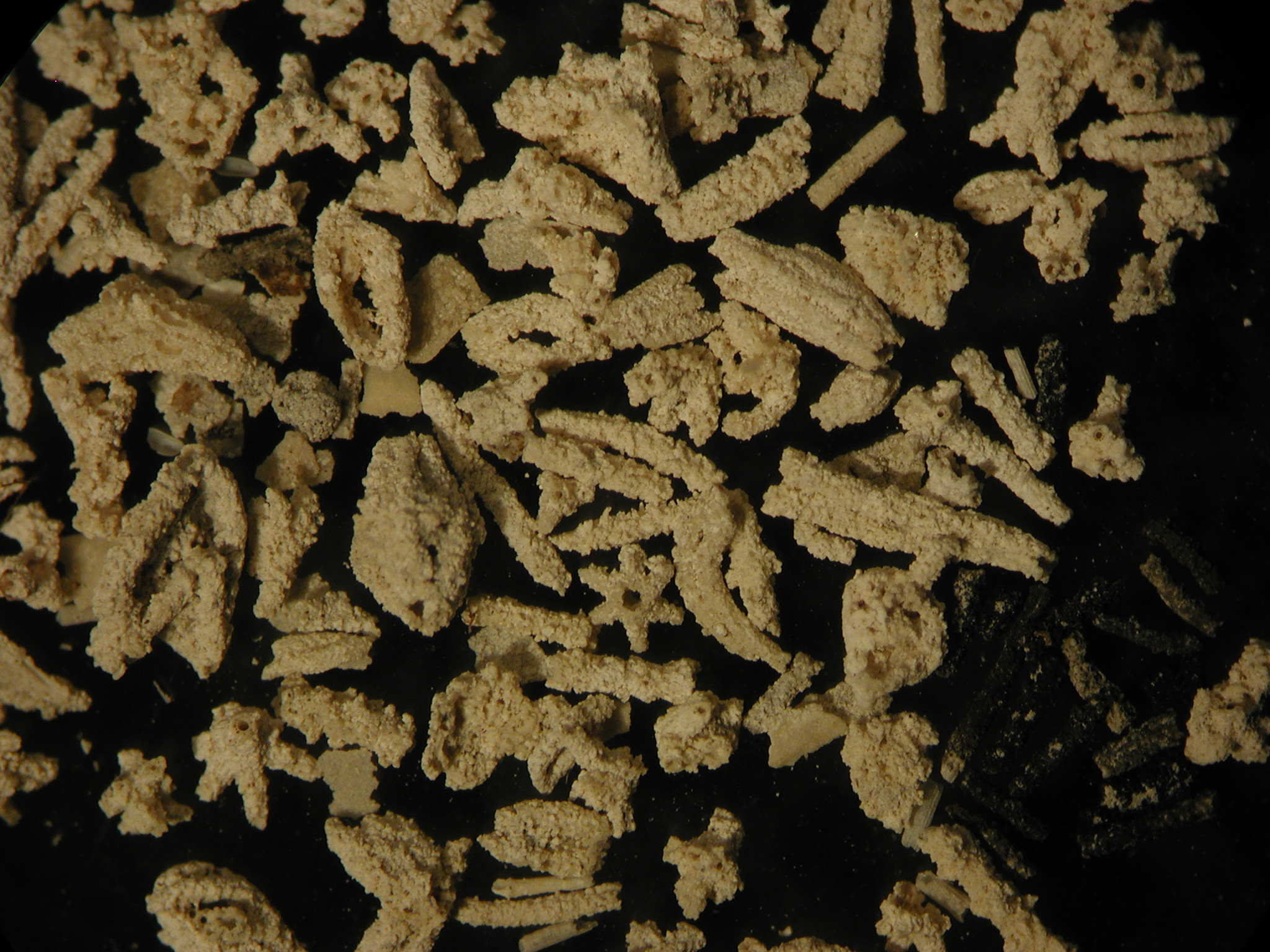
Geïncrustreerde Characeae takjes uit de Holocene moeraskalk van Ronde Hoep
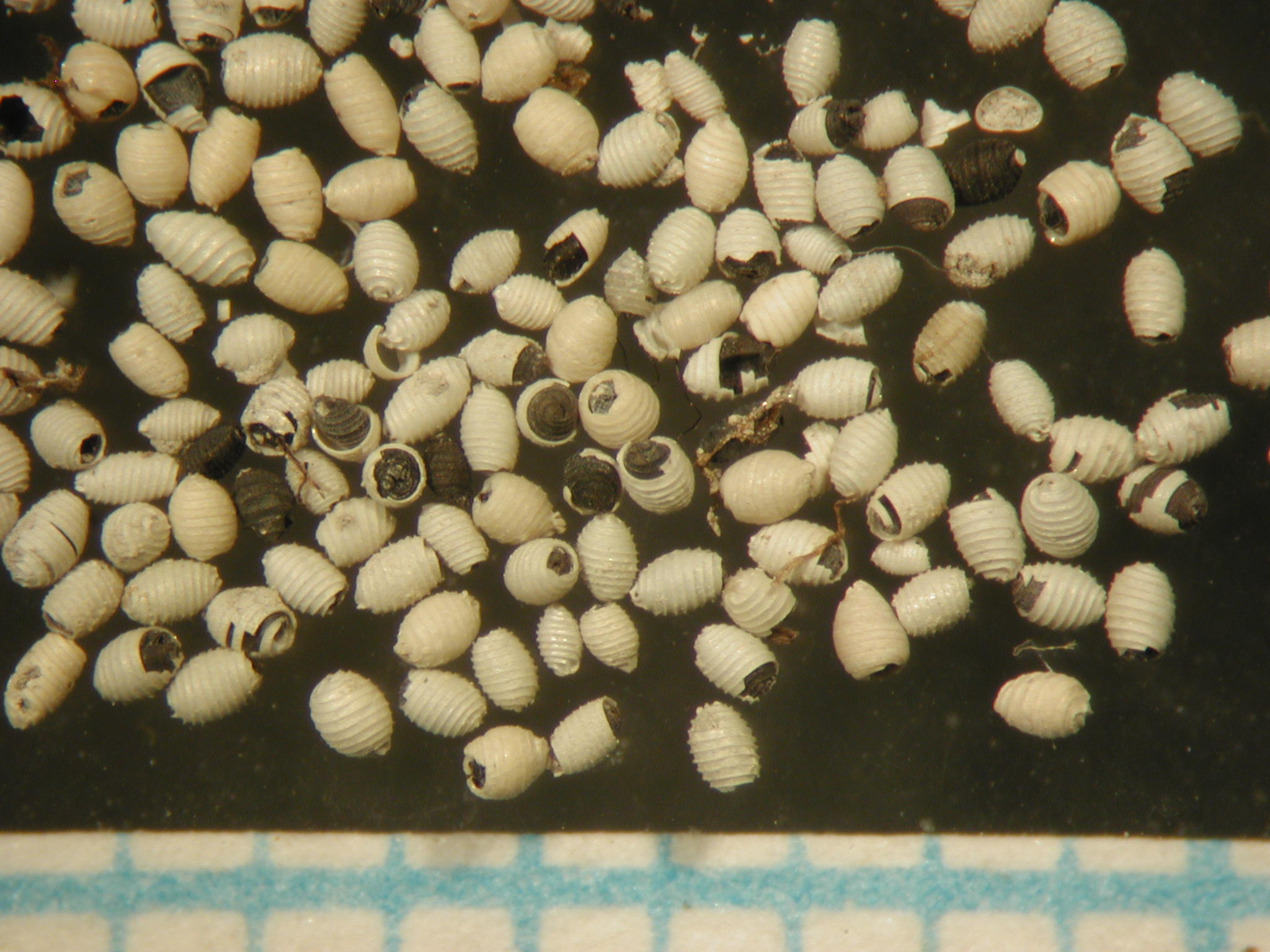
Characeae oögonen uit de Holocene moeraskalk van Ronde Hoep

Fluviatiel of marien: grind · zand · zavel · leem · klei    
Kalkhoudend: kalk · mergel · moeraskalk

Eolisch: zandlöss · löss    
Glaciaal: keimergel · keileem    
Organogeen: hoogveen · laagveen
Korrelgrootte: lutum (< 2 µm) · silt (2–63 µm) · zand (63 µm–2 mm) · grind (2–63 mm) · stenen (63–200 mm) · keien (200–630 mm) · blokken (> 630 mm)